# Pirata spatulatus
Pirata spatulatus là một loài nhện trong họ Lycosidae.
Loài này thuộc chi Pirata. Pirata spatulatus được Jian-yuan Chai miêu tả năm 1985.